# سه‌گانه شارکو
نشانهٔ سه‌گانه شارکو در التهاب مجرای صفراوی (انگلیسی: Charcot's cholangitis triad) که به اختصار به آن سه‌گانه شارکو یا تِریاد شارکو می‌گویند، نشانه‌ای تشخیصی مشتمل بر یرقان، تب (معمولا همراه با لرز) و درد ربع فوقانی راست شکم است که در اثر التهاب التهاب مجاری صفراوی در کبد رخ می‌دهد. وقتی این سه نشانه با افت فشار خون و تغییر سطح هوشیاری همراه شوند، به آن پنج‌گانه رینولدز گفته می‌شود. سه‌گانه شارکو نامش را از ژان-مارتن شارکو می‌گیرد.